# Mermessus modicus
Espèce
Synonymes
- Eperigone modica Millidge, 1987

Mermessus modicus est une espèce d'araignées aranéomorphes de la famille des Linyphiidae.

## Distribution
Cette espèce est endémique des États-Unis. Elle se rencontre au Nouveau-Mexique et en Arizona.

## Description
La femelle holotype mesure 2,5 mm Les mâles décrits par Edwards en 1993 mesurent de 2,00 à 2,96 mmet les femelles de 2,15 à 2,86 mm.

## Publication originale
- Millidge, 1987 : The erigonine spiders of North America. Part 8. The genus Eperigone Crosby and Bishop (Araneae, Linyphiidae). American Museum novitates, no 2885, p. 1-75 (texte intégral).